# Camptozada mirabilis
Camptozada mirabilis är en fjärilsart som beskrevs av Swinhoe 1890. Camptozada mirabilis ingår i släktet Camptozada och familjen trågspinnare. Inga underarter finns listade i Catalogue of Life.